# Mesothen ignea
Mesothen ignea là một loài bướm đêm thuộc phân họ Arctiinae, họ Erebidae.